# Пасльон (хан)
Пасльон (? — після 1185) — половецький хан, ймовірно, двоюрідний брат хана Кончака. Швидше за все, був сином Сирчана — брата батька Кончака Атрака.

## Біографія
Імовірно, в 1185 брав участь у битві з Ігорем Святославичем. Так чи інакше, після цієї битви зайняв території на південний захід від Києва.
Мав брати участь у поході Кончака, що не відбувся, в київські землі. Надалі брав участь у локальних зіткненнях та сутичках, в одній з яких, мабуть, було вбито на початку XIII століття.

## Цікаві факти
На честь хана Пасльона названо рослину паслін, в свою чергу, що дала назву сімейству пасльонові.